# Джордж Такеи
Джордж Хосато Такеи  (на английски: George Hosato Takei) е американски актьор от японски произход, роден на 20 април 1937 в Лос Анджелис, САЩ.  Най-известен е с ролята на биолога Хикару Сулу в „Стар Трек“. Такеи също играе и в първите шест филма от поредицата „Стар Трек“.

## Ранна кариера
Джордж Такеи започва телевизионната си кариера в сериали като „Хавай 5 – 0“, „Мисията невъзможна“ и „Зоната на здрача“. По-късно участва в сериала „Герои“. Там е в ролята на Каито Накамура, баща на един от главните герои в сериала – Хиро Накамура.

## Личен живот
През 2008 г. се омъжва за продуцента Брад Олтман-Такей, който приема неговата фамилия, в Лос Анджелис, Калифорния.

## Избрана филмография
| година | филм                             | оригинално заглавие                    | роля                    | режисьор                         | бележки          |
| ------ | -------------------------------- | -------------------------------------- | ----------------------- | -------------------------------- | ---------------- |
| 1968   | Зелените берети                  | Green Berets                           | Капитан Нийем           | Джон Уейн Рей Келог Мървин Лерой |                  |
| 1979   | Стар Трек: Филмът                | Star Trek: The Motion Picture          | лейтенант Хикару Сулу   | Робърт Уайз                      |                  |
| 1982   | Стар Трек II: Гневът на Хан      | Star Trek II: The Wrath of Khan        | лейтенант Хикару Сулу   | Николас Майер                    |                  |
| 1984   | Стар Трек III: В търсене на Спок | Star Trek III: The Search for Spock    | лейтенант Хикару Сулу   | Ленърд Нимой                     |                  |
| 1986   | Стар Трек IV: Пътуване към вкъщи | Star Trek IV: The Voyage Home          | лейтенант Хикару Сулу   | Ленърд Нимой                     |                  |
| 1986   | Стар Трек V: Последната граница  | Star Trek V: The Final Frontier        | лейтенант Хикару Сулу   | Уилям Шатнър                     |                  |
| 1991   | Стар Трек VI: Неоткритата страна | Star Trek VI: The Undiscovered Country | лейтенант Хикару Сулу   | Никълъс Майер                    |                  |
| 1998   | Мулан                            | Mulan                                  | Първи прародител (глас) | Бари Кук, Тони Банкрофт          | Анимационен филм |
| 2004   | Мулан 2                          | Mulan II                               | Първи прародител (глас) | Даръл Руни Лин Съдърланд         | Анимационен филм |
| 2008   | Зохан: Стилист от запаса         | You Don't Mess with the Zohan          | Себе си                 | Денис Дъган                      |                  |
| 2011   | Лари Краун                       | Larry Crowne                           | Д-р Ед Мацутани         | Том Ханкс                        |                  |
| 2013   | Свободни птици                   | Free Birds                             | S.T.E.V.E. (глас)       | Джими Хейуърд                    | Анимационен филм |
| 2015   | Антураж                          | Entourage                              | Себе си                 | Дъг Елин                         |                  |
| 2016   | Кубо и пътят на самурая          | Kubo and the Two Strings               | Хосато (глас)           | Травис Найт                      | Анимационен филм |